# Petr Hubáček
Petr Hubáček (né le 2 septembre 1979 à Brno en Tchécoslovaquie) est un joueur professionnel tchèque de hockey sur glace.

## Carrière en club
Après avoir été choisi lors du repêchage d'entrée dans la Ligue nationale de hockey de 1998 par les Flyers de Philadelphie en tant que 243e choix, il commence sa carrière professionnelle en jouant au sein du club du HC Vítkovice. En 2000, il signe dans la Ligue américaine de hockey pour les Phantoms de Philadelphie et il joue également six matchs pour les Flyers de Philadelphie, franchise affiliée aux Phantoms. La saison suivante, il joue avec les Phantoms puis finit la saison avec les Admirals de Milwaukee.
À la suite de ces deux saisons en demi-teinte en Amérique du Nord, il retourne dans son pays et joue une saison pour le HC Zlín mais quelque temps avant la fin de la saison, il retourne jouer dans son premier club avec qui il évolue toujours. En 2003-2004, avec 53 minutes de pénalité, il est le joueur le plus pénalisé des séries de l'Extraliga.
À la fin de la saison 2006-2007, il rejoint, le club du CP Berne de la Ligue nationale A du championnat suisse pour les séries 2006-2007. À la suite de cette fin de saison avec Berne, il revient dans son pays pour la saison 2007-2008.
Il remporte la SM-liiga 2013 avec le JYP Jyväskylä.

## Statistiques
| Saison    | Équipe                   | Ligue                   |    | Saison régulière | Saison régulière | Saison régulière | Saison régulière | Saison régulière |   | Séries éliminatoires | Séries éliminatoires | Séries éliminatoires | Séries éliminatoires | Séries éliminatoires |
| Saison    | Équipe                   | Ligue                   | PJ | B                | A                | Pts              | Pun              | PJ               | B | A                    | Pts                  | Pun                  |                      |                      |
| 1998-1999 | HC Vítkovice             | Extraliga               | 25 | 0                | 4                | 4                | 2                | 4                | 0 | 0                    | 0                    | 0                    |                      |                      |
| 1999-2000 | HC Vítkovice             | Extraliga               | 48 | 11               | 12               | 23               | 81               | -                | - | -                    | -                    | -                    |                      |                      |
| 2000-2001 | Phantoms de Philadelphie | LAH                     | 62 | 3                | 9                | 12               | 29               | 9                | 0 | 1                    | 1                    | 6                    |                      |                      |
| 2000-2001 | Flyers de Philadelphie   | LNH                     | 6  | 1                | 0                | 1                | 2                | -                | - | -                    | -                    | -                    |                      |                      |
| 2001-2002 | Phantoms de Philadelphie | LAH                     | 22 | 1                | 6                | 7                | 8                | -                | - | -                    | -                    | -                    |                      |                      |
| 2001-2002 | Admirals de Milwaukee    | LAH                     | 14 | 2                | 0                | 2                | 0                | -                | - | -                    | -                    | -                    |                      |                      |
| 2002-2003 | HC Zlín                  | Extraliga               | 44 | 4                | 15               | 19               | 14               | -                | - | -                    | -                    | -                    |                      |                      |
| 2002-2003 | HC Vítkovice             | Extraliga               | 51 | 5                | 19               | 24               | 24               | 6                | 1 | 0                    | 1                    | 16                   |                      |                      |
| 2003-2004 | HC Vítkovice             | Extraliga               | 46 | 7                | 14               | 21               | 26               | 6                | 1 | 0                    | 1                    | 53                   |                      |                      |
| 2004-2005 | HC Vítkovice             | Extraliga               | 51 | 13               | 11               | 24               | 38               | 9                | 0 | 1                    | 1                    | 33                   |                      |                      |
| 2005-2006 | HC Vítkovice             | Extraliga               | 52 | 17               | 23               | 40               | 46               | 6                | 1 | 0                    | 1                    | 2                    |                      |                      |
| 2006-2007 | HC Vítkovice             | Extraliga               | 49 | 17               | 19               | 36               | 62               | -                | - | -                    | -                    | -                    |                      |                      |
| 2006-2007 | CP Berne                 | LNA                     |    |                  |                  |                  |                  | 5                | 0 | 2                    | 2                    | 2                    |                      |                      |
| 2007-2008 | HC Vítkovice             | Extraliga               | 40 | 10               | 7                | 17               | 89               | -                | - | -                    | -                    | -                    |                      |                      |
| 2008-2009 | Neftekhimik Nijnekamsk   | KHL                     | 35 | 3                | 8                | 11               | 8                | -                | - | -                    | -                    | -                    |                      |                      |
| 2008-2009 | HC Vítkovice             | Extraliga               | 5  | 1                | 0                | 1                | 2                | 10               | 4 | 6                    | 10                   | 6                    |                      |                      |
| 2009-2010 | HC Vítkovice             | Extraliga               | 37 | 10               | 19               | 29               | 16               | 11               | 2 | 2                    | 4                    | 6                    |                      |                      |
| 2009-2010 | HC Kometa Brno           | Extraliga               | 13 | 1                | 3                | 4                | 8                | -                | - | -                    | -                    | -                    |                      |                      |
| 2010-2011 | HC Kometa Brno           | Extraliga               | 47 | 7                | 12               | 19               | 52               | 8                | 2 | 4                    | 6                    | 2                    |                      |                      |
| 2011-2012 | HC Kometa Brno           | Extraliga               | 27 | 4                | 4                | 8                | 32               | -                | - | -                    | -                    | -                    |                      |                      |
| 2011-2012 | JYP Jyväskylä            | SM-liiga                | 30 | 5                | 9                | 14               | 6                | 14               | 1 | 6                    | 7                    | 2                    |                      |                      |
| 2012-2013 | JYP Jyväskylä            | SM-liiga                | 29 | 5                | 10               | 15               | 8                | 11               | 1 | 3                    | 4                    | 4                    |                      |                      |
| 2013-2014 | JYP Jyväskylä            | Liiga                   | 50 | 10               | 12               | 22               | 14               | 7                | 3 | 1                    | 4                    | 6                    |                      |                      |
| 2014-2015 | JYP Jyväskylä            | Liiga                   | 60 | 8                | 16               | 24               | 14               | 12               | 4 | 6                    | 10                   | 2                    |                      |                      |
| 2015-2016 | JYP Jyväskylä            | Liiga                   | 57 | 4                | 12               | 16               | 12               | 13               | 2 | 2                    | 4                    | 2                    |                      |                      |
| 2016-2017 | HC Pardubice             | Extraliga               | 48 | 8                | 9                | 17               | 26               | 5                | 1 | 1                    | 2                    | 0                    |                      |                      |
| 2016-2017 | HC Pardubice             | Extraliga Qualification | -  | -                | -                | -                | -                | 12               | 0 | 1                    | 1                    | 0                    |                      |                      |
| 2017-2018 | Dragons de Rouen         | Ligue Magnus            | 38 | 4                | 7                | 11               | 14               | 15               | 0 | 3                    | 3                    | 2                    |                      |                      |

## Carrière internationale
Il représente la République tchèque lors des compétitions internationales suivantes :
- Championnat du monde
  - 2006 -  Médaille d'argent
  - 2007 - élimination en quart de finale